# Пресіденте-Аєс
Пресіденте-Аєс (ісп. Presidente Hayes ісп. вимова: [pɾesiˈðente ˈaʝes]) — департамент у Парагваї, розташований у центральній частині країни і охоплює територію площею 72 907 км². Населення, за даними на 2002 рік, — 82 493 чоловік. Адміністративний центр — місто Вілья-Аєс.
Департамент названий на честь 19-го президента США, Резерфорда Хейза, який присудив цю територію Парагваю, вирішуючи прикордонну суперечку між Парагваєм та Аргентиною після Парагвайської війни.

## Географія і клімат

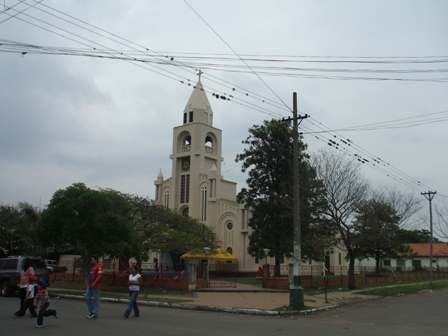
Церква в Вілья-Аєс

По річках Парагвай і Пількомайо проходить значна частина кордонів департаменту. Важливою природною пам'яткою Пресиденте-Аєс є національний парк Тінфунке (Tinfunqué), що покриває територію площею 280 000 га.
Середньорічна температура становить 26 °C, піднімаючись влітку до 44 °C і опускаючись взимку до 0 °C. Середня кількість опадів становить 900–1200 мм на рік.

## Адміністративний поділ
Адміністративно поділений на 9 округів:
| № | Округу                                                                              | Населення, чол. (2002) | Площа, км² |
| - | ----------------------------------------------------------------------------------- | ---------------------- | ---------- |
| 1 | Бенхамін-Асеваль (Benjamín Aceval)                                                  | 13 309                 | 1839       |
| 2 | Доктор-Хосе-Фалькон (Doctor José Falcón)                                            | 3189                   | 1899       |
| 3 | Хенераль-Хосе-Марія-Бругес (General José María Bruguez)                             | 5678                   |            |
| 4 | Нанава (Nanawa)                                                                     | 4830                   | 4          |
| 5 | Пуерто-Пінаско (Puerto Pinasco)                                                     | 3948                   | 9643       |
| 6 | Теніьєнте-Прімеро-Мануель-Ірала-Фернандес (Teniente Primero Manuel Irala Fernández) | 14652                  |            |
| 7 | Теньєнте-Естебан-Мартінес (Teniente Esteban Martínez)                               | 6453                   |            |
| 8 | Вілья-Аєс (Villa Hayes)                                                             | 57217                  | 60334      |
| 9 | Посо-Колорадо (Pozo Colorado)                                                       | 24356                  |            |

## Економіка
Важливу частину економіки департаменту становить сільське господарство, основними сільськогосподарським культурами є сорго, цукрова тростина та бавовна. Поширене розведення великої рогатої худоби. Розвинена металургійна промисловість, у містах є також заводи з виробництва кераміки і заводи харчової промисловості, головним чином з переробки цукрової тростини.